# Галерия „Аверов“
„Аверов“ е художествена галерия в град Мецово, намираща се на 1160 метра надморска височина.
Помещава се във внушителна триетажна сграда възрожденски стил, чието строителство започва в 1981 г., а официалното ѝ откриване е в 1988 г.
Дарение е на жителите на Мецово и въобще на целия Пиндски регион от гръцкия политик и писател с родови корени от Мецово Евангелос Аверов (1910 – 1990).
Постоянната експозиция на художествената галерия се състои от близо 250 творби на съвременни гръцки майстори на четката.